# Ski-Orientierungslauf-Weltcup 1989
Der Ski-Orientierungslauf-Weltcup 1989 war die erste Auflage der internationalen Wettkampfserie im Ski-Orientierungslauf. Er wurde in zwei Runden und in vier Ländern ausgetragen. Gesamtsieger wurden Virpi Juutilainen aus Finnland bei den Damen und Vidar Benjaminsen aus Norwegen bei den Herren.

## Austragungsorte
| Runde | Wettkampf | Datum    | Austragungsort   | Wettbewerb | Bemerkung |
| ----- | --------- | -------- | ---------------- | ---------- | --------- |
| 1     | 1         |          | Österreich       |            |           |
| 1     | 2         |          | Tschechoslowakei |            |           |
| 1     | 3         |          | Tschechoslowakei |            |           |
| 2     |           |          | Schweden         |            |           |
| 2     |           | Norwegen |                  |            |           |

## Gesamtwertung

### Einzel
| Herren | Herren | Herren            | Herren |
| Platz  | Land   | Athlet            | Punkte |
| ------ | ------ | ----------------- | ------ |
| 1      | NOR    | Vidar Benjaminsen | 394.22 |
| 2      | SWE    | Stig Mattson      | 388.16 |
| 3      | FIN    | Anssi Juutilainen | 380.80 |
| 4      | SWE    | Patrik Bauer      | 379.12 |
| 5      | NOR    | Erlend Slokvik    | 378.63 |
| 6      | ITA    | Nicolò Corradini  | 378.25 |
| 7      | SWE    | Jonas Engdahl     | 377.72 |
| 8      | SWE    | Jonas Bauer       | 377.31 |
| 9      | NOR    | Lars Lystad       | 374.03 |
| 10     | FIN    | Mikko Kosonen     | 370.90 |

| Damen | Damen | Damen                  | Damen  |
| Platz | Land  | Athletin               | Punkte |
| ----- | ----- | ---------------------- | ------ |
| 1     | FIN   | Virpi Juutilainen      | 300.00 |
| 2     | NOR   | Ragnhild Bratberg      | 293.81 |
| 3     | SWE   | Ann Charlotte Karlsson | 288.94 |
| 4     | FIN   | Mirja Linnainmaa       | 280.84 |
| 5     | SWE   | Carina Östlund         | 277.78 |
| 6     | BUL   | Pepa Miluschewa        | 276.74 |
| 7     | FIN   | Anne Benjaminsen       | 276.35 |
| 8     | SWE   | Maria B. Kristiansen   | 272.51 |
| 9     | FIN   | Arja Nuolioja          | 267.05 |
| 10    | FIN   | Vuokko Ukkola          | 263.61 |